# Abyan
Abyan (arabe أبين Abyan) est un gouvernorat du Yémen. Sa capitale est la ville de Zinjibar.
La superficie est de 16 442 km2, et la population est estimée à 528 000 habitants en 2011.
La région ou province d'Abyan a fait partie du Sultanat de Fadhli jusqu'en 1967.

## Histoire ancienne
La ville portuaire de Zinjibar seule possède une histoire à peu près documentée.

## Histoire récente
La région a abrité une base du groupe terroriste Aden-Abyan Armée islamique, partie de l'AQPA.
Le 31 mars 2011, selon Al Bawaba, Al-Qaïda dans la péninsule arabique (AQAP) a déclaré Abyan « émirat islamique », après avoir pris le contrôle (d'une partie) de la région. Selon le New York Times, les militants islamistes concernés ne seraient pas d'Al-Qaïda. Les forces gouvernementales yéménites ont lancé une attaque pour rétablir le contrôle de la région, la bataille de Zinjibar. Le 17 août 2011, les villes de Zinjibar, de Jaar et de Shuqrah sont sous le contrôle des djihadistes.
Le district de Lawdar (ou Loder) est également concerné.
Contagion : le 16 janvier 2012, un groupe d'environ 200 militants d'Al Qaida s'empare (provisoirement) de la ville de Radda, district de Radda/Rada, gouvernorat de Bayda, approximativement à 150 km au sud de Sanaa.
Début mars 2012, des accrochages sérieux ont lieu près de la localité de Koud.
Abyan est aussi le gouvernorat de naissance du président yéménite Abd Rabo Mansour Hadi.

## Districts
- Ahwar District
- Al Mahfad District
- Al Wade'a District
- Jaychan District
- Khanfir District
- Lawdar District
- Moudiyah District
- Rassad District
- Sarar District
- Sibah District
- Zinjibar District, Zinjibar

## Villes
- Abu `amir
- Ad dirjaj
- Ad diyyu
- Ahl fashshash
- Ahl fulays
- Ahmad ash shaykh
- Al `alam
- Al bahitah
- Al habil
- Al hamam
- Al hisn
- Al jawl
- Al kawd
- Al kawr
- Al khamilah
- Al khawr
- Al ma`ar
- Al ma`jalah
- Al mahal
- Al mahlaj
- Al makhzan al fawqi
- Al makhzan al qa`i
- Al masani`
- Al qarn
- Al qashabah
- Al qurna`ah
- An nashsh
- Ar rawdah
- Ar rawwa
- As samn
- As sarriyah
- As suda'
- Ash sha`bah
- Ash sharaf
- Ash sharqiyah
- At tariyah
- Ath thalib
- `Ali hadi
- `Amudiyah
- `Arabah
- `Arqub umm kubayr
- `Aryab
- `Aslan
- `Awrumah
- Ba tays
- Ba zulayfah
- Barkan
- Bathan
- Bayt samnah
- Far`an
- Faris
- Ja`ar
- Jahrah
- Jawf umm maqbabah
- Jiblat al faraj
- Jiblat al waznah
- Jiblat badr
- Jirshab
- Kabaran
- Kadamat al faysh
- Kawd al `abadil
- Kawkab
- Kawrat halimah
- Khabt al aslum
- Khanfar
- Khuban
- Kuwashi
- Lawdar
- Maghadih
- Makrarah
- Mansab
- Maqasir
- Maqdah
- Marta`ah
- Masadi`ah
- Mishal
- Mudiyah
- Mukayras
- Munab
- Musaymir
- Na`ab
- Na`b
- Namir
- Naq`al
- Qarn al wadi`
- Qaryat ahl hidran
- Qaryat husayn umm muhammad
- Sakin ahl hidran
- Sakin ahl mahathith
- Sakin ahl sadah
- Sakin ahl wuhaysh
- Sakin hazm
- Sakin wu`ays
- Sayhan
- Shams ad din
- Shaykh `abdallah
- Shaykh salim
- Shubram
- Shuqrah
- Shurjan
- Thirah
- Wadibah
- Zinjibar
- Zughaynah